# كلية الطب (جامعة الفيوم)
كلية الطب جامعة الفيوم هي كلية طب مصرية تختص بتدريس الطب وبالبحث العلمي في تخصصاته المختلفة تقع بمحافظة الفيوم.

## نشأة الكلية
في 30 مارس 1994 وافق مجلس جامعة القاهرة على إنشاء فرع لكلية طب قصر العيني بفرع جامعة القاهرة بالفيوم. وقد تفقدت لجنة من أعضاء قطاع الدراسات الطبية بالمجلس العلى للجامعات مستشفيات الفيوم وأوصت بالاستعانة بمستشفى الفيوم العام والمستشفيات النوعية التابعة له ليكون مستشفى تعليميًا للكلية، وفي 9 فبراير 1995 وافقت اللجنة على اقتراح إنشاء الكلية، كما وافق المجلس الأعلى للجامعات بجلسته في 7 مايو 1995 على:
- إنشاء فرع لكلية طب قصر العيني بفرع الجامعة بالفيوم
- بدء الدراسة بهذا الفرع في العام الجامعي 1995/1996 بقبول 50 طالبًا وطالبة، على أن تبدأ دراستهم بصفة مؤقتة بكلية طب قصر العينى بجامعة القاهرة لحين استكمال منشآت فرع الفيوم.[1]

وعقب استكمال مقومات بدء الدراسة بالكلية بالفيوم وافق رئيس جامعة القاهرة في 25 سبتمبر 1997 على بدء الدراسة بمقر الكلية اعتبارًا من بداية الفصل الدراسى الثاني في فبراير، حيث انتظم في الدراسة طلاب الفرقتين الأولى والثانية، وأغلبهم من أبناء محافظة الفيوم وترك طلاب الفرقة الثالثة لاستكمال دراستهم بكلية طب قصر العيني لحين تدبير مستشفى تعليمي للكلية بالفيوم.
في 31 يوليو 1996 وافق مجلس جامعة القاهرة على استقلال فرع الكلية بالفيوم ليصبح كلية طب الفيوم، وأحيل الموضوع إلى المجلس الأعلى للجامعات حيث وافقت عليه لجنة قطاع الدراسات الطبية في 31 أكتوبر 1996.
في 6 أبريل 1998 أصدر محافظ الفيوم قرارًا بتخصيص مستشفى نفيسة الحصري ليكون مستشفى تعليميًا جامعيًا، وأجريت التعديلات المطلوبة لتحويله إلى مستشفى جامعي بطاقة 80 سريرًا، وافتتح في 24 مارس 1999.
كما أصدر وزير الصحة قرارين برقم 20 و73 لسنة 1998 بتمكين كلية الطب بالفيوم من استغلال جميع المستشفيات بمحافظة الفيوم في تدريس وتدريب طلاب الكلية وأطبائها، كما وقعت اتفاقية مع وزارة الصحة تسمح لطلاب الكلية وأطبائها بالتدريب وتلقى الدروس العلمية بكافة مستشفيات وزارة الصحة بالفيوم.
تم تحويل مبنى فرع الجامعة القديم ليكون مستشفى جامعيًا بطاقة 60 سريرًا، واطلق عليه اسم مستشفى الفرع التعليمي، ثم أخلي هذا المبنى لاحقًا ـ لاعتبارات هندسية ـ ودُمجت التخصصات الإكلينيكية المختلفة بمستشفى نفيسة الحصري الجامعي.

## وصلات خارجية
- الموقع الرسمي لكلية طب جامعة الفيوم